# فرناندا مونته‌نگرو
فرناندا مونته‌نگرو (پرتغالی: Fernanda Montenegro؛ زاده ۱۶ اکتبر ۱۹۲۹) یک هنرپیشه اهل برزیل است. او به خاطر بازی در فیلم ایستگاه مرکزی، نامزد جایزه اسکار بهترین بازیگر زن در هفتاد و یکمین دوره جوایز اسکار شد.
از فیلم‌ها یا برنامه‌های تلویزیونی که وی در آن نقش داشته‌است می‌توان به عشق در سال وبا، ایستگاه مرکزی اشاره کرد.